# Ecotec
Ecotec (Emissions Control Optimisation TEChnology) is een handelsmerk van General Motors gebruikt om een reeks emissie-beperkende technologieën aan te duiden in GM motoren.
Motoren waarin Ecotec technieken gebruikt zijn:
- Ecotec Family 1 en Family 0 - drie- en viercilinder lijnmotoren met DOHC geproduceerd door Opel Powertrain en GM Daewoo
- Ecotec Family II - viercilinder aluminium lijnmotoren  met DOHC geproduceerd door GM Powertrain en Opel Powertrain
- CDTI Ecotec - common rail diesel motoren voor Opel wagens, geproduceerd door Fiat (MultiJet) en GM Daewoo (samen met VM Motori)
- DTI Ecotec - Diesel motoren voor gebruik in Opel wagens, geproduceerd door Isuzu (Circle L)

## De eerste Ecotec motor
De eerste Ecotec motor die General Motors op de markt bracht was de C18XE, een 125 pk sterke 1,8 liter motor met 16 kleppen technologie. De motor uit de Family 1 zou vanaf 1993 de 2 liter met 8 kleppen C20NE uit de Family II gaan vervangen. Om aan emissienormen te voldoen is de motor uitgerust met DIS (Direct Ignition System) ontsteking, klopregeling, een geregelde drieweg katalysator en een lambda-sonde. De C18XE wordt al snel vervangen door de C18XEL welke naast genoemde zaken ook is uitgerust met EGR (Exhaust Gas Recirculation) uitlaatgas recirculatie technologie. Door een deel van de uitlaatgassen terug te voeren naar de cilinder wordt de inlaatgastemperatuur omhoog gebracht, waardoor een betere verbranding van het mengsel werd bereikt. Hierdoor neemt de uitstoot van schadelijke gassen af.

## Reputatie
Het label Ecotec heeft in Nederland doorgaans geen goede naam. Voor het overgrote deel is dit te wijten aan onderbuikgevoel. Toen in 1995 de 150 pk sterke C20XE 2.0 16V werd vervangen door de X20XEV 2.0 16V motor met "slechts" 136 pk werd die daling van het vermogen onterecht toegeschreven aan de Ecotec technologie. Toen de X20XEV technisch gezien ook nog eens minder betrouwbaar bleek te zijn dan zijn voorganger drukte dat een enorme stempel op de beeldvorming.
Tegenwoordig heeft GM echter 2-liter motoren met Ecotec technologie die tot 240 pk gaan, en uitstekende prestaties en betrouwbaarheid hebben.